# Загза (река)
Загза — река в России, протекает по Кабанскому району Бурятии. Впадает в озеро Байкал.

## География
Река Загза берёт начало на высоте около 1100 м. Течёт в северном направлении. Впадает в Байкал в урочище Загза западнее села Сухая. Длина реки составляет 16 км. Высота устья — 456 м над уровнем моря.

## Термальный источник Загза
Рядом с устьем реки, в 120 м от берега озера, в 1990 году пробурена скважина № 103 А. Глубина — 278,2 м. Температура воды на самоизливе 50-52 °C. Постоянный дебит горячей воды — 2-2,1 л/с.
Термальная вода обладает бальнеологическими свойствами и используется в лечебных целях в большом крытом бассейне и в душевых. Вокруг бассейна построена база отдыха Загза.
Тип воды азотно-метановый. Вода слабоминерализованная М=0,9-1 г/л, гидрокарбонатная натриевая, кремнистая, фтористая, слабосероводородная, рН=8,8-8,9. В соответствии с критериями оценки минеральных вод, установленными Минздравом РФ, подземная вода скважины является кремнистой термальной лечебной водой для наружного применения и относится к 4 группе бальнеологических вод.

## Данные государственного водного реестра
По данным государственного водного реестра России и геоинформационной системы водохозяйственного районирования территории РФ, подготовленной Федеральным агентством водных ресурсов:
- Бассейновый округ — Ангаро-Байкальский
- Речной бассейн — бассейны малых и средних притоков средней и северной части озера Байкал
- Водохозяйственный участок — бассейны рек средней части озера Байкал от северо-западной границы бассейна реки Баргузин до северной границы бассейна реки Селенга